# Municipio de Los Amates
Municipio de Los Amates är en kommun i Guatemala.   Den ligger i departementet Departamento de Izabal, i den östra delen av landet, 170 km öster om huvudstaden Guatemala City.
Följande samhällen finns i Municipio de Los Amates:
- Los Amates